# Alphonse Gosset
 (octobre 2011).
Alphonse Gosset est un architecte français, né à Reims le 9 mai 1835, décédé dans la même ville le 11 novembre 1914.

## Biographie
Né dans une famille d'architectes, il se forme auprès de son père Pierre-Louis Gosset (1802-1875), qui est aussi adjoint au maire de Reims, et Charles-Auguste Questel. Il intègre l'Ecole Nationale des Beaux-Arts à Paris de 1856-1861, où il obtient la Médaille de Construction et de Rendu.
En 1866, Il a trente ans quand il prend part au concours ouvert pour la construction du Grand Théâtre de Reims ; il découvre les théâtres d'Italie, il connait les théâtres antiques, et il réfléchit beaucoup . Son projet est préféré à ceux des concurrents français et étrangers. Il surmonte avec art des difficultés telles que celles qui résulte de ce que la façade du théâtre doit être sur le même plan que les maisons voisines. Les lignes du monument sont simples et harmonieuses ; et, selon sa volonté, l'extérieur du théâtre exprime la destination intérieure en des volumes bien étudiés : la scène, la salle, le foyer apparaissent nettement sans que l'unité du monument soit brisée.
Avant la guerre de 1870, Alphonse Gosset travaille à la construction d'usines textile et de chais pour les maisons de champagne, comme le grand cellier Carnot de la Maison Pommery dans les Hauts de Saint-Nicaise à Reims, qui fut sa première grande réalisation. Celui-ci est la réplique d'un château anglais de style Tudor, néo-élisabéthain, création qui résulte d'un voyage d'étude qu'Alphonse Gosset effectue en Angleterre et en Écosse, à la demande de la veuve Pommery, propriétaire du domaine.
Après la guerre franco-prussienne, il travaille notamment pour des clients fortunés de Reims et de la région champenoise, pour lesquels il construit de nombreux hôtels particuliers ou des châteaux : 
- l'hôtel particulier boulevard du Temple à Reims (1874-1875) ;
- le château de Neuflize à Neuflize (1875-1877) ;
- la villa Dauphinot à Cormontreuil (1876-1877) ;
- l'hôtel particulier Henri-Louis Walbaum à Reims ;
- l'hôtel particulier de Raoul de Bary, reconstruit au 3 boulevard Lundy à Reims.

Par la suite, outre le grand théâtre, il travaille à la réalisation d'autres bâtiments publics de Reims comme :
- la Bourse de la Chambre de commerce (1877) ;
- l’hôtel des postes et télégraphes ;
- des cités ouvrières (1883) ;
- le Cercle militaire (1892) ;
- des crèches (1893) ;
- l’Orphelinat Saint-Joseph (1884) ;
- l'Hospice des Petites Sœurs des pauvres
- l’église Sainte-Clothilde (1899).

Il construit une église qui est une œuvre originale. Toute liberté lui est laissée pour réaliser un plan qu'il étudie depuis longtemps ; il se refuse à pasticher les monuments gothiques : il veut une église à coupole et à autel central qui permet à tous les fidèles de prendre une part plus directe au sacrifice divin. Sur ce plan, il édifie la basilique Sainte-Clotilde, qui commémore le quatorzième centenaire du baptême de Clovis.
On lui doit également de nombreuses écoles et mairies en Champagne.
Alphonse Gosset est aussi conseiller municipal de Reims de 1889 à 1896.
Marié à Augustine Francart, ils ont une fille qui épouse l'architecte Max Sainsaulieu.Celui-ci reprend le cabinet d'architecte de son beau-père. Ils ont également un fils, Pol Gosset, qui est lui-même architecte et avec qui il collabore de 1906 à 1914.

## Œuvres
- Cormontreuil, château Dauphinot,
- Cormicy, hôtel de ville
- Épernay, communs de l'hôtel Auban-Moët,
- Neuflize, château

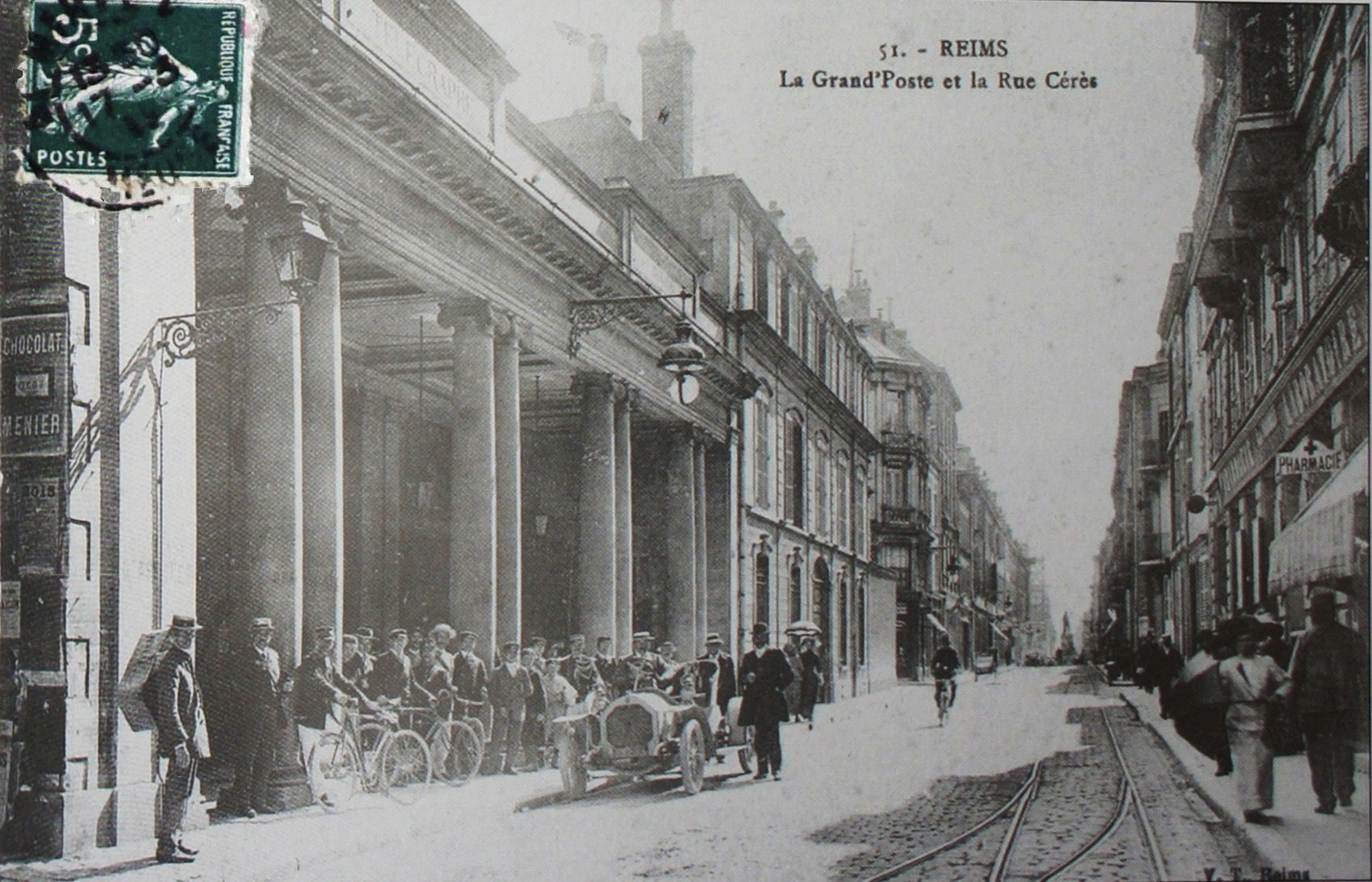
L'hôtel des postes, avant de l'hôtel Ponsardin, partie aujourd'hui disparue.

- l'hôtel particulier Henri-Louis Walbaum à Reims
- Paris, soubassement de la statue de Jeanne d'Arc, de Paul Dubois, place Saint-Augustin,
- Reims, bâtiments du champagne Pommery, 1901.
- Reims, Grand Théâtre, dénommé de nos jours Opéra de Reims, 1873,
- Reims, soubassement de la statue de Jeanne d'Arc de Paul Dubois, place Cardinal-Luçon,
- Rilly-la-Montagne, château des Rozais construit pour Louis Pommery en 1879,
- Washington D.C., soubassement de la statue de Jeanne d'Arc de Paul Dubois, Meridian Hill Park.
- Reims, Maisons particulières de la rue Perseval
- Reims, Immeuble d'habitation 24 rue Thiers

## Distinction
Chevalier de la Légion d'honneur 

## Elèves
- Charles Gozier

## Galerie

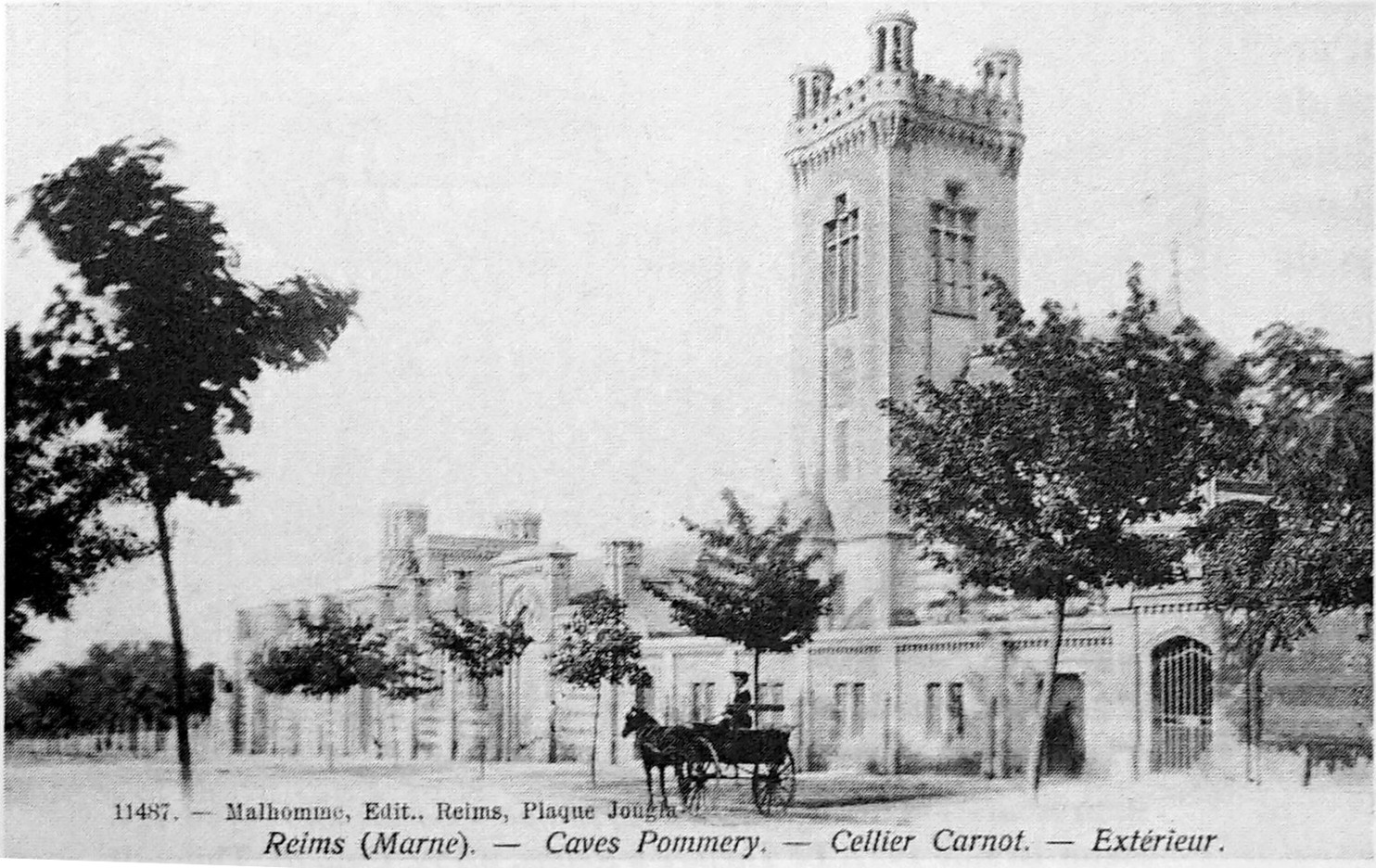
Le cellier Carnot boulevard Henri-Vasnier.
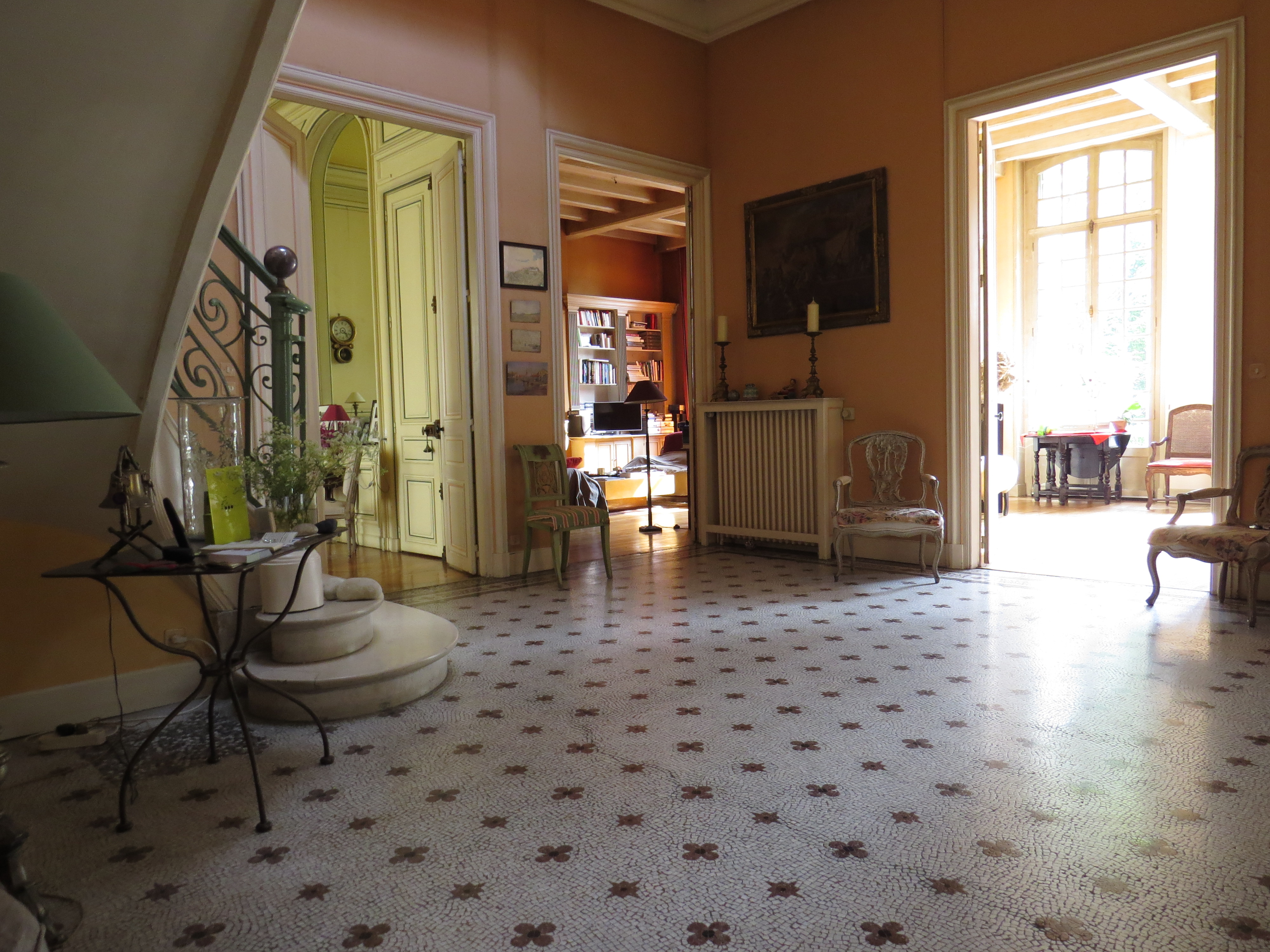
Intérieur de l'hôtel particulier Henry-Louis Walbaum-Heidsieck à Reims.
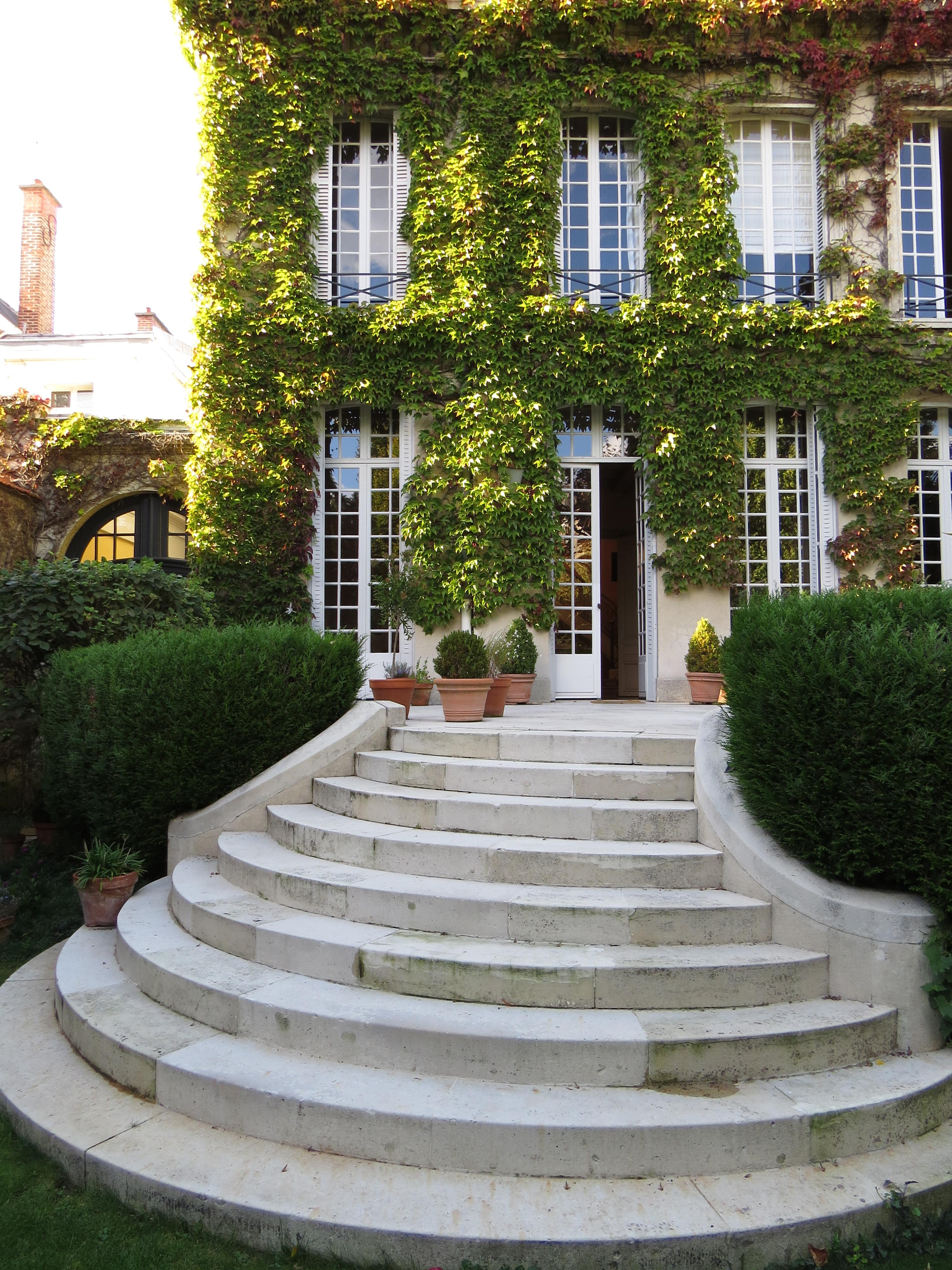
Et son escalier extérieur.
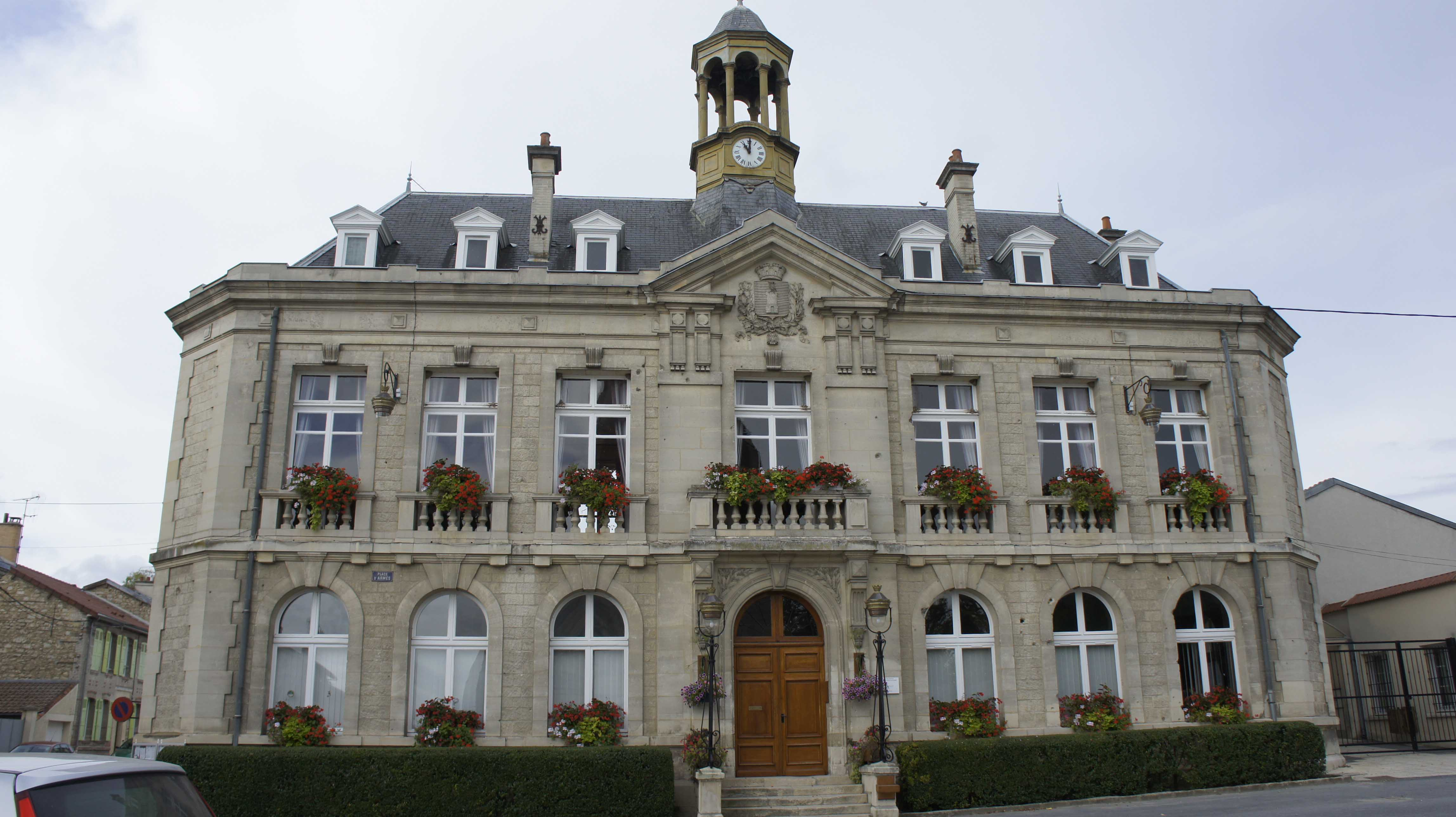
Mairie de Cormicy.
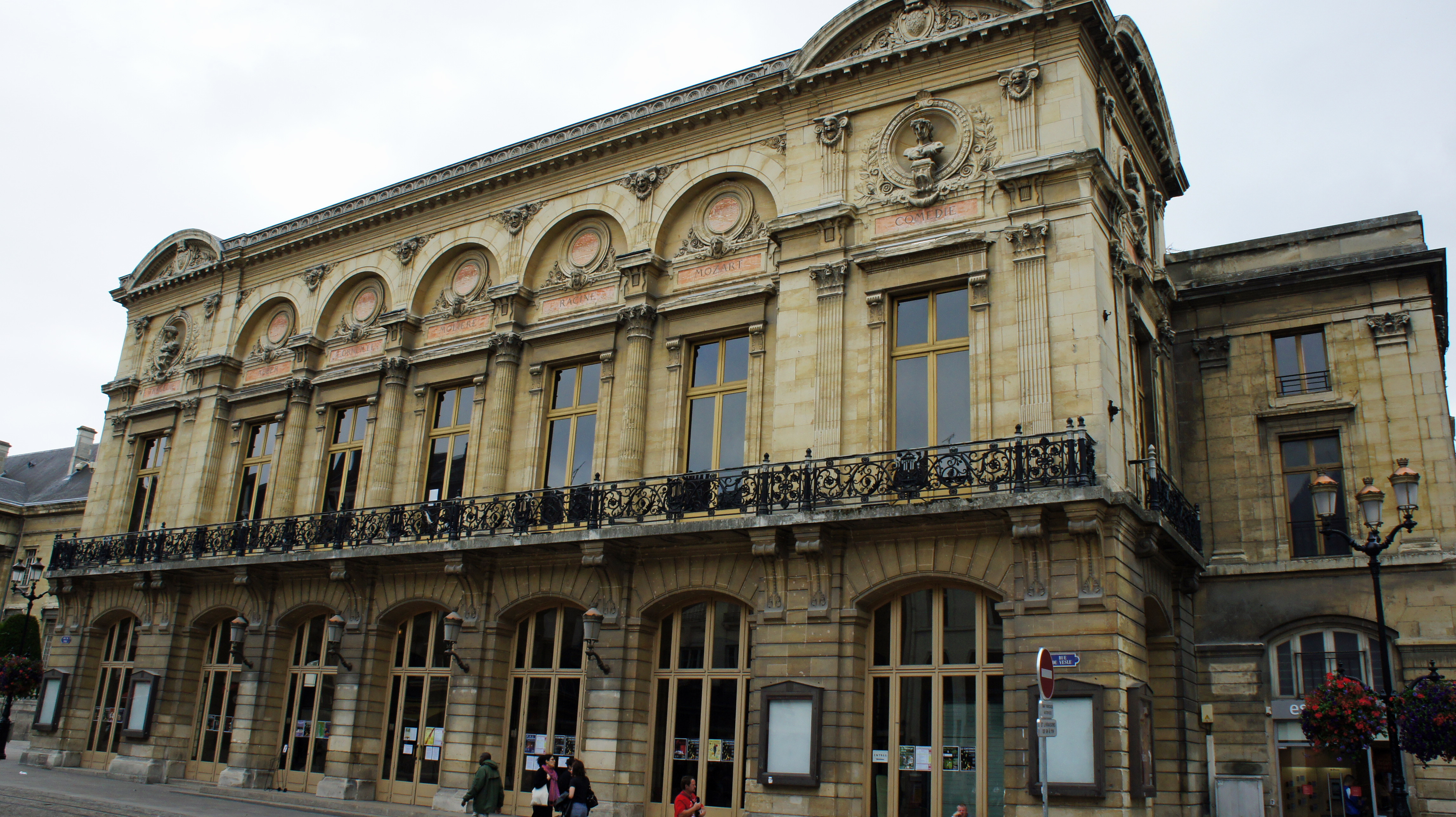
Théâtre à Reims.
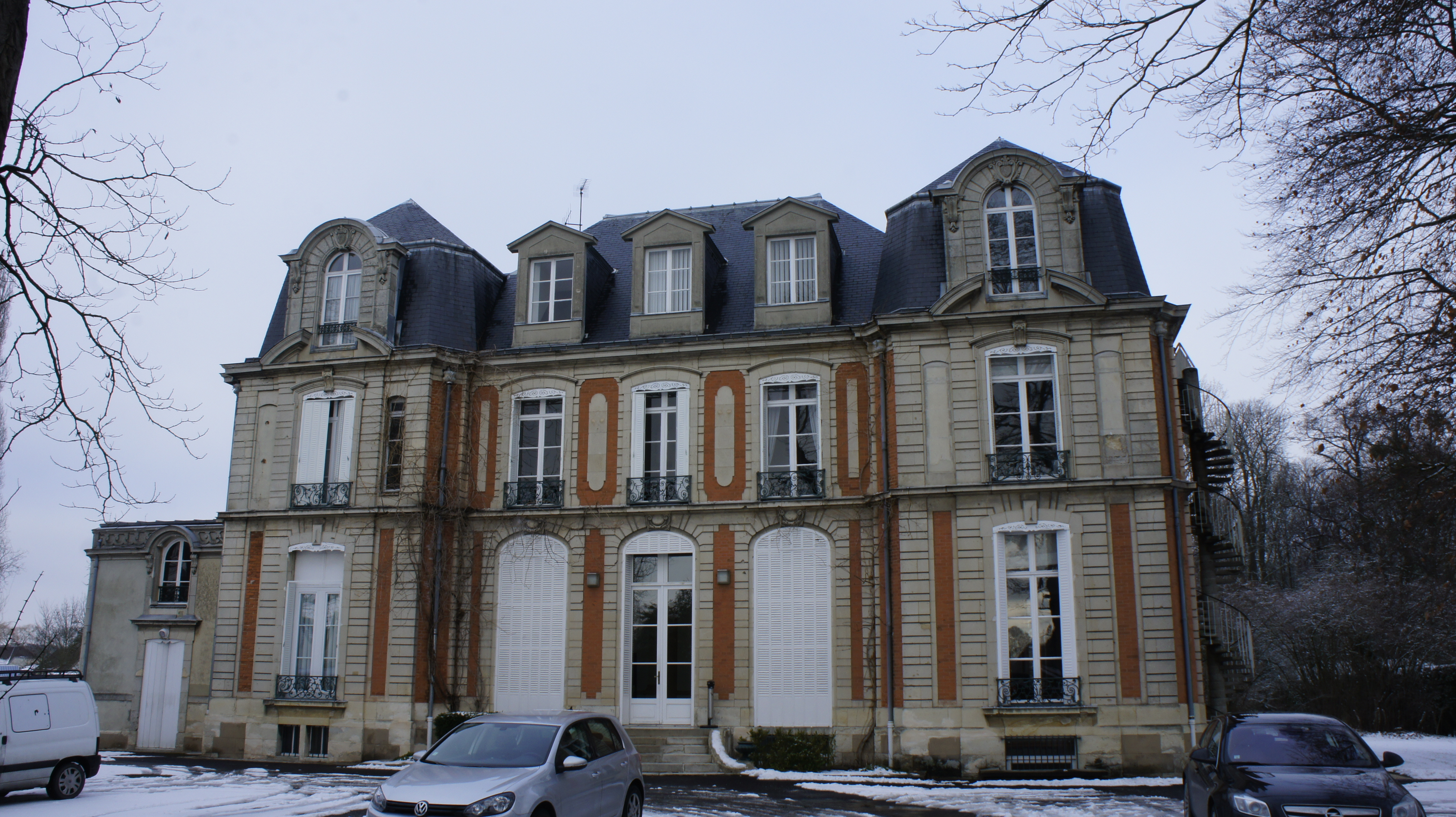
Château Dauphinot.
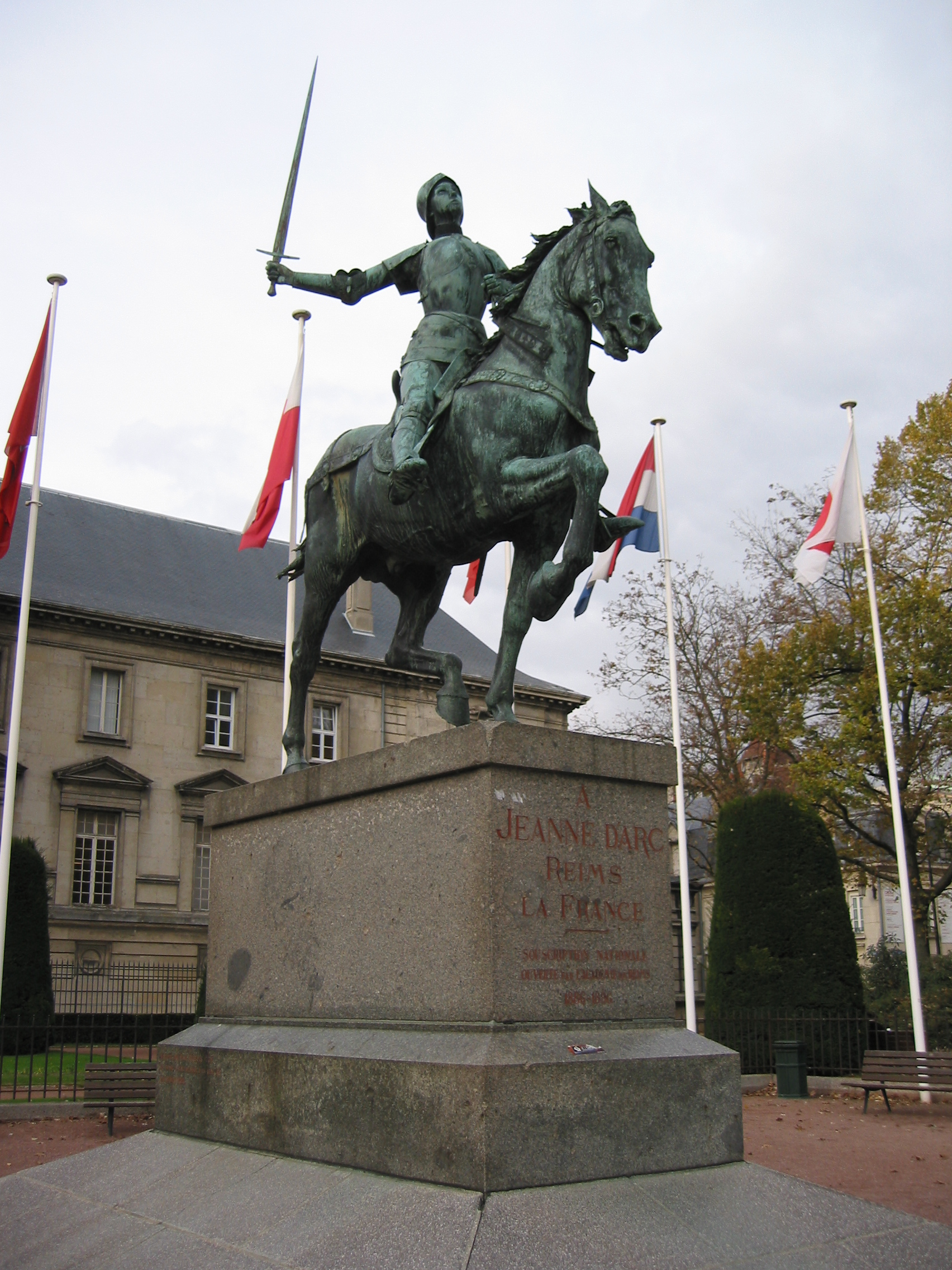
Statue de Jeanne d'Arc à Reims.
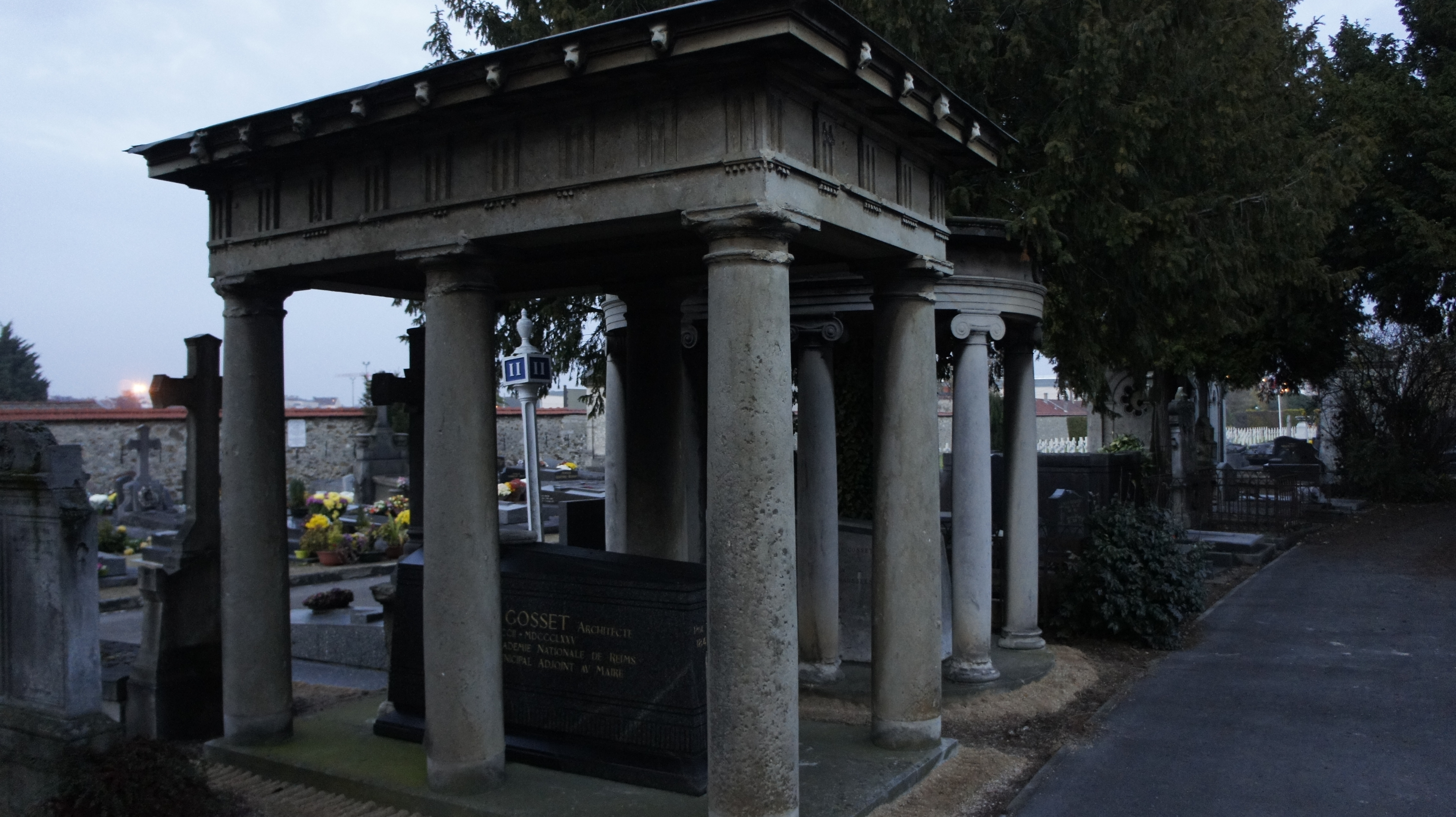
Tombe familiale au Cimetière du Nord.
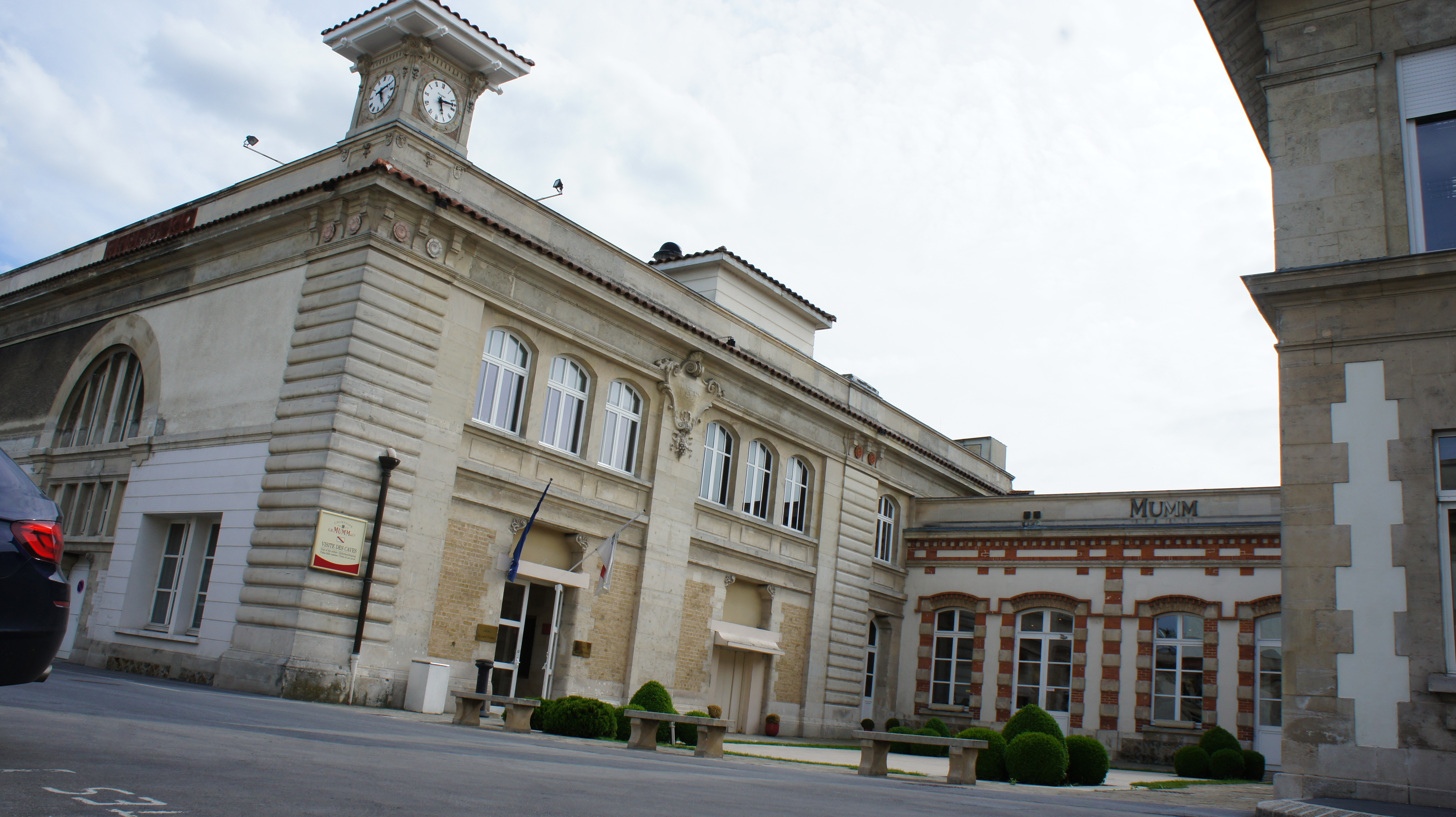
Celliers Mumm[4].